# Gordon and Buchan
Circonscription parlementaire de la Chambre des communes
Gordon and Buchan est une circonscription de la Chambre des communes du Parlement britannique.

## Définition légale
La circonscription comprend les wards suivants de l'Aberdeenshire :
- East Garioch (en), Ellon and District (en), Huntly, Strathbogie and Howe of Alford (en), Inverurie and District (en), Mid-Formartine (en), Turriff and District (en), West Garioch (en) de l'ancienne circonscription de Gordon
- Central Buchan (en), Turriff and District (en) de l'ancienne circonscription de Banff et Buchan

## Députés
| Élection | Élection | Député        | Parti                 |
| -------- | -------- | ------------- | --------------------- |
|          | 2024     | Harriet Cross | Conservateur écossais |

## Résultats électoraux

### Années 2020
| Parti         | Parti                                       | Candidat        | Vote   | Vote | Vote |
| Parti         | Parti                                       | Candidat        | Voix   | %    | ±    |
| ------------- | ------------------------------------------- | --------------- | ------ | ---- | ---- |
|               | Parti conservateur                          | Harriet Cross   | 14 418 | 32,9 | 13,1 |
|               | SNP                                         | Richard Thomson | 13,540 | 30,9 | 8,3  |
|               | Libéraux-démocrates                         | Conrad Woord    | 7 307  | 16,7 | 5,4  |
|               | Parti travailliste                          | Nurul Hoque Ali | 4 686  | 10,7 | 7,2  |
|               | Reform UK                                   | Kris Callander  | 3 897  | 8,9  | —    |
| Majorité      | Majorité                                    | Majorité        | 878    | 2,0  | 5,2  |
| Participation | Participation                               | Participation   | 44 014 | 63,2 | 4,8  |
|               | Les Libéraux-démocrates emportent le siège. |                 |        |      |      |